# Traje NBQ

N B Q

Traje NBQ con capa externa aluminizada para resistir fuego.

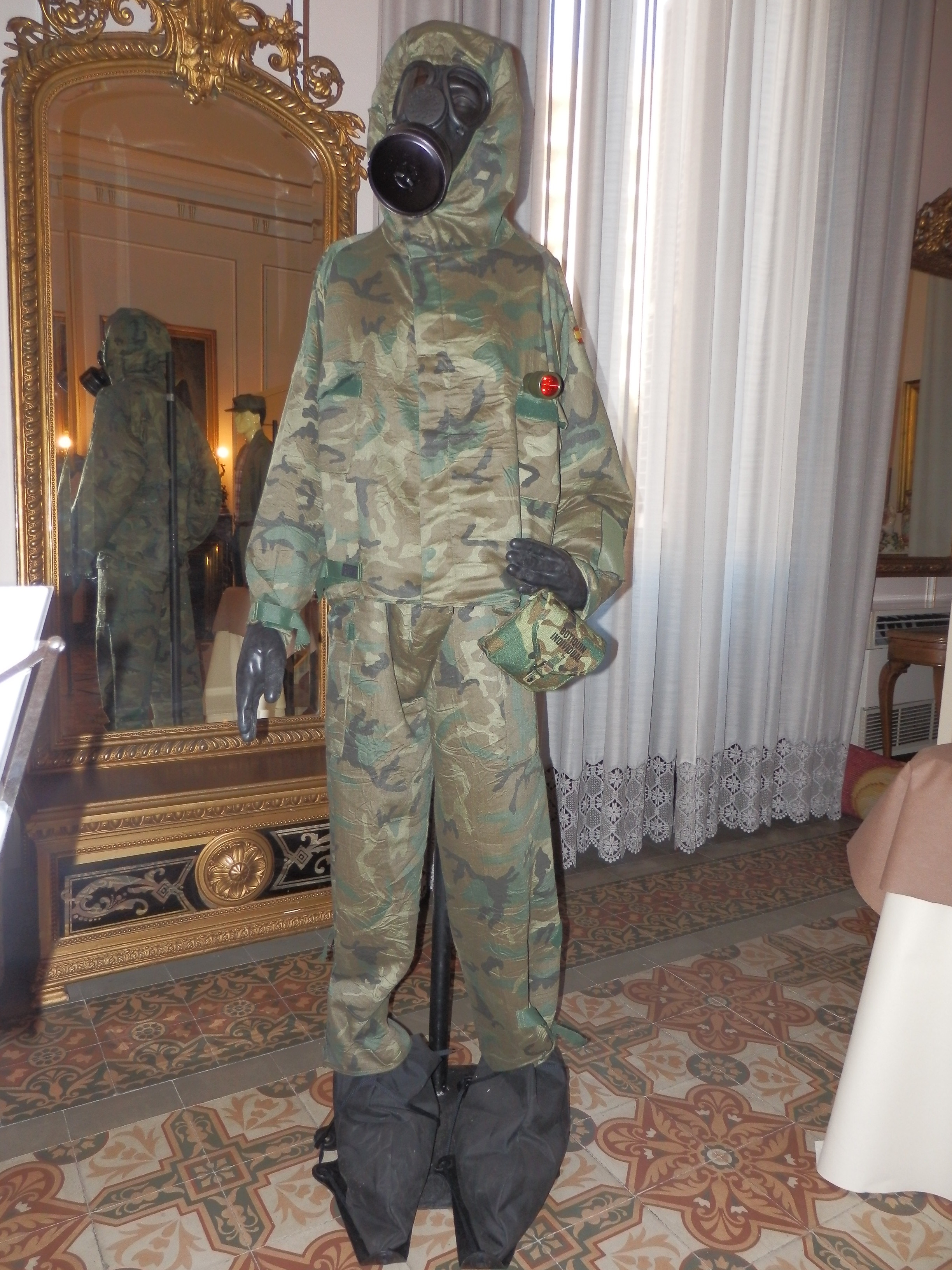
Traje NBQ del Ejército español.

Un traje NBQ es una indumentaria de protección individual empleada por militares y otros profesionales para proteger el torso y las extremidades de la exposición directa ante agentes químicos, biológicos y para evitar el contacto con partículas radiactivas.
Se pueden distinguir fundamentalmente dos clases de trajes NBQ:
- Los trajes para uso militar, de color verde o con un diseño externo de camuflaje, los cuales suelen estar hechos de fibras sintéticas tratadas con retardantes del fuego (para su uso con armas de fuego) y con una capa interna de algodón impregnada en carbón activo.
- Los trajes de uso civil, empleados en industrias químicas y por los servicios de emergencia en caso de amenaza NBQ, estos suelen estar hechos de polímeros plásticos impermeables como el polipropileno u otros tejidos plásticos adecuados especialmente para tener una gran resistencia química.

En conjunto con estos trajes se utilizan otros elementos para la protección completa del cuerpo como guantes de butilo y botas diseñadas para el fin.
Estos equipos solo evitan el contacto de estos agentes con el cuerpo, es indispensable para una protección completa el uso de sistemas filtrantes como las máscaras antigás o equipos de respiración autónoma (ERA), los cuales disponen de botellas de aire respirable.

## En acción
El acrónimo NBQ viene de nuclear, biológica y química. Es un término vulgarizado, usado en las fuerzas armadas y en otros grupos de sanidad y seguridad, fundamentalmente en el contexto de armas de destrucción masiva: ADM (inglés: WMD) y la concomitante necesidad de aislamiento y limpieza en tal clase de conflictos, y de protección de los servicios de emergencia durante su respuesta a ataque terrorista.